# Barbados ai Giochi olimpici
Barbados ha partecipato per la prima volta ai Giochi olimpici nel 1960. In questa edizione gareggiò sotto il nome di Federazione delle Indie Occidentali.
Gli atleti barbadiani hanno vinto una medaglia ai Giochi olimpici estivi, con lo sprinter Obadele Thompson, mentre non hanno mai partecipato ai Giochi olimpici invernali.
L'Associazione Olimpica Barbadiana venne creata e riconosciuta dal CIO nel 1955.

## Medaglieri

### Medaglie alle Olimpiadi estive
| Giochi                 | Oro                                      | Argento                                  | Bronzo                                   | Totale                                   |
| ---------------------- | ---------------------------------------- | ---------------------------------------- | ---------------------------------------- | ---------------------------------------- |
| Roma 1960              | come Federazione delle Indie Occidentali | come Federazione delle Indie Occidentali | come Federazione delle Indie Occidentali | come Federazione delle Indie Occidentali |
| Tokyo 1964             | non partecipante                         | non partecipante                         | non partecipante                         | non partecipante                         |
| Città del Messico 1968 | 0                                        | 0                                        | 0                                        | 0                                        |
| Monaco 1972            | 0                                        | 0                                        | 0                                        | 0                                        |
| Montreal 1976          | 0                                        | 0                                        | 0                                        | 0                                        |
| Mosca 1980             | non partecipante                         | non partecipante                         | non partecipante                         | non partecipante                         |
| Los Angeles 1984       | 0                                        | 0                                        | 0                                        | 0                                        |
| Seul 1988              | 0                                        | 0                                        | 0                                        | 0                                        |
| Barcellona 1992        | 0                                        | 0                                        | 0                                        | 0                                        |
| Atlanta 1996           | 0                                        | 0                                        | 0                                        | 0                                        |
| Sydney 2000            | 0                                        | 0                                        | 1                                        | 1                                        |
| Atene 2004             | 0                                        | 0                                        | 0                                        | 0                                        |
| Pechino 2008           | 0                                        | 0                                        | 0                                        | 0                                        |
| Londra 2012            | 0                                        | 0                                        | 0                                        | 0                                        |
| Rio de Janeiro 2016    | 0                                        | 0                                        | 0                                        | 0                                        |
| Tokyo 2020             | 0                                        | 0                                        | 0                                        | 0                                        |
| Parigi 2024            | 0                                        | 0                                        | 0                                        | 0                                        |
| Totale                 | 0                                        | 0                                        | 1                                        | 1                                        |

### Medagliati
| Medaglia | Atleta           | Edizione    | Sport            | Evento                   |
| -------- | ---------------- | ----------- | ---------------- | ------------------------ |
| Bronzo   | Obadele Thompson | Sydney 2000 | Atletica leggera | 100 metri piani maschili |